# Clay Center (Nebraska)
Pour les articles homonymes, voir Clay Center.
La ville de Clay Center est le siège de comté du comté de Clay, Nebraska, États Unis. Lors du recensement de 2010, elle comptait 760 habitants.

## Géographie
Clay Center se situe à 40°31′20″N 98°3′18″O (40.522291, -98.055076).
Selon le Bureau du recensement des États-Unis, la ville compte 1,86 km2, dont la totalité est de la terre.

## Histoire
Clay Center a été fondée en 1879. La ville a été nommée après Henry Clay, un homme d'État de Kentucky. Un bureau de poste y existe depuis 1879.

## Démographie

### Le recensement de 2010
Selon le recensement de 2010, il y avait 760 habitants, 332 foyers et 214 familles qui résidaient dans la ville. La densité de population était 407,6 /km2. Il y avait 360 unités de logement à une densité moyenne de 193,1 /km2. La composition d'ethnicités était à 95,4 % Blancs, 0,4 % Afro-Américains, 0,1 % Asiatiques, 2,2 % d'autres ethnicités et 1,8 % de multiples ethnicités. Les Hispano-Américains d'une ethnicité quelconque constituaient 4,6 % de la population.
Il y avait 332 foyers dont 27,7 % avaient des enfants de moins de 18 ans, 54,8 % étaient de couples mariées, 7,2 % étaient d'une femme sans mari, 2,4 % étaient d'un homme sans marie et 35,5 % étaient de non-famille. 32,8 % de tous les foyers composaient des individus et 13,8 % de gens de 65 ans ou plus, qui habitaient seuls. La taille de foyer moyenne était 2,27 et la taille de famille moyenne était 2,89.
L'âge médian des habitants était 42,8 ans. 23,7 % des habitants étaient mineurs ; 7,4 % avaient entre 18 et 24 ans ; 21,5 % avaient entre 25 et 44 ans ; 30,4 % avaient entre 45 et 64 ans ; et 17 % avaient 65 ans ou plus. La composition de genres de la ville était 49,6 % masculine et 50,4 % féminine.

### Le recensement de 2000
Selon recensement de 2000, il y avait 861 habitants, 434 foyers et 243 familles dans la ville. La densité de population était 468,2 /km2. Il y avait 373 unités de logement à une densité moyenne de 202,8 km2. La composition d'ethnicités était à 96,17 % Blancs, 0,58 % Afro-Américains, 0,23 % Amérindiens, 0,93 % Asiatiques, 1,16 % d'autres ethnicités, et 0,93 % de multiples ethnicités. Les Hispano-Américains d'une ethnicité quelconque constituaient 3,02 % de la population.
Il y avait 343 foyers dont 35,9 % avaient des enfants de moins de 18 ans, 60,6 % étaient de couples mariées, 7,6 % étaient d'une femme sans mari, et 35,5 % étaient de non-famille. 27,4 % de tous les foyers composaient des individus et 11,7 % de gens de 65 ans ou plus, qui habitaient seuls. La taille de foyer moyenne était 2,5 et la taille de famille moyenne était 3,04.
Dans cette ville, la population était étalée, avec 28,6 % de moins de 18 ans, 6,2 % entre 18 et 24 ans, 25,7 entre 25 et 44 ans, 26,6 % entre 45 et 64 ans, et 13,4 % avaient 65 ans ou plus. L'âge médian était 38 ans. Pour 100 femmes, il comptait 91,3 hommes. Pour 100 femmes de plus de 18 ans, il comptait 90,4 hommes.
À partir de 2000 le revenu du ménage médiane dans la ville était 36 597 $, et le revenu du ménage médiane pour les familles était 45 893 $. Les hommes avaient un salaire médian de 30 982 $ comparé à 20 446 $ pour les femmes. Dans la ville, le revenu per capita était 17 577 $. Environ 7,6 % de familles et 9,1 % de la population se retrouvaient en dessus du seuil de pauvreté, y compris 14,5 % de ceux de moins de 18 ans et 1,7 % de ceux de 65 ans ou plus.

## Éducation
Accréditée « A » par le State Board of Education, Clay Center High School (CCHS) jouit d'une réputation académique exceptionnelle avec des notes invariablement au-dessus des moyennes d'État et nationales.
Le système K-12 jouit des facilités modernes et d'une salle de sport. Pendant les dernières cinq années, CCHS a gagné cinq championnats d'État dans des sports variés. Une administration expérimentée et le personnel fournissent un rapport professeur : élève de 1 : 10, en moyenne. Des bourses d'études sont disponibles aux étudiants passants.
Desservi par l'unité de service d'éducation (Educational Service Unit) no 9 de Hastings, CCHS reçoit des ressources et des expertises pour ses enseignants et ses étudiants.
Clay Center est proche de plusieurs institutions d'enseignement supérieur, étant à 20 minutes de Central Community College à Hastings, une demi-heure de Hastings College et le Mary Lanning School of Nursing, et une heure et demie des campus de Lincoln et Kearney de l'Université de Nebraska.

## Notables
- Abby Miller, actrice
- Joe Salana, pilote de course